# Marcel Traub
Pour les articles homonymes, voir Traub.
Marcel Édouard François Traub (Saint-Nazaire, 16 novembre 1878 - Paris, 29 janvier 1954) est un officier de marine français, père de Jacques Traub. 

## Biographie
Fils d'un officier de marine, il entre à l'École navale en octobre 1896 et en sort aspirant de 1re classe en octobre 1899. Il embarque alors sur le cuirassé Brennus en escadre de Méditerranée puis sur le Redoutable à la division de Chine à bord duquel il participe à la campagne de la flotte internationale lors de la guerre des Boxers. 
En 1901, il embarque sur le Peï-Ho puis sur l'aviso à roues Alouette. Il obtient un témoignage de satisfaction pour son rapport sur la navigation sur le Haut Yangzi Jiang qu'il avait parcouru jusqu'à Chongqing. 
Enseigne de vaisseau en octobre 1901, il embarque sur le contre-torpilleur Fronde en Méditerranée en 1903 puis est officier élève à l’École des torpilleurs de Toulon dont il sort breveté en août 1904. En 1905, il embarque sur le cuirassé Charlemagne en Méditerranée, où il est adjoint à l'officier torpilleur. De 1905 à 1907, il est détaché à la mission hydrographique du Maroc où il effectue des travaux d'hydrographie, essentiellement dans les régions d'Agadir, de Fedala, d'Azemmour et de Tanger. 
Lieutenant de vaisseau en 1907, officier torpilleur sur le Desaix au Maroc. En 1908, il commande le sous-marin Silure à la flottille de Cherbourg et reçoit en février 1909 un nouveau témoignage de satisfaction à l'occasion d'un concours de lancement de torpilles. 
En 1911, il est officier élève à l’École de canonnage sur le Pothuau à Toulon dont il sort breveté 
En 1912, il embarque comme officier canonnier sur le croiseur cuirassé Léon-Gambetta en armée navale de Méditerranée. En 1914, il est admis à l'École supérieure de marine puis sert comme aide de camp de l'amiral Le Bris à bord du cuirassé Paris. 
En décembre 1915, il commande le contre-torpilleurs Enseigne de vaisseau Henry en Méditerranée et se fait remarquer à deux reprises par la qualité de ses manœuvres durant les torpillages du Nea-Genea et de l' Athos. Il fait l'objet deux témoignages de satisfaction en janvier et février 1917.
Capitaine de corvette en août 1917, il devient en novembre chef de la section aéronautique au Service de l'aéronautique de la Direction générale de la guerre sous-marine. 
Capitaine de frégate en décembre 1918, il est nommé chef d'état-major de la division de Syrie en mai 1919. En janvier 1921, il commande l'aviso Chamois et l’École de pilotage de la flotte. Il obtient un nouveau un témoignage de satisfaction pour son étude sur les marées et les courants. 
Capitaine de vaisseau en octobre 1923, il est nommé au cabinet du ministre et affecté à la Commission des finances de la Chambre.
En 1926, il commande de l’École d'application des enseignes de vaisseau sur la Jeanne-d'Arc. En 1928, il est à nouveau détaché à la Commission de la marine de la Chambre. 
Contre-amiral  en novembre 1929, chef du cabinet militaire du ministre en mars 1930. En avril 1930, il commande la 3e division légère en Méditerranée à bord du croiseur Primauguet. En 1932, il a sa marque à bord du contre-torpilleurs Bison, où il commande les 4e et 6e divisions légères en escadre de l'Atlantique (1932). En février 1933, il est membre de la Commission des phares, puis est nommé vice-président de la Commission permanente des essais en avril 1933. 
Vice-président du Comité technique, président de la Commission des naufrages, il est nommé en avril 1934 à la direction du personnel militaire de l'École polytechnique. 
Vice-amiral en janvier 1936, il est nommé préfet maritime de Cherbourg en février 1936.
En mars 1935, il prend rang et appellation de vice-amiral d'escadre en mars 1936. Il est inspecteur général permanent de l'hydrographie et de la protection contre les gaz de combat. Il est nommé préfet maritime de Brest en mars 1938. 
En septembre 1939, il rédige les règles de navigation des convois de l'Atlantique et en avril 1940, il est chargé des transports de l'expédition de Norvège.En juin 1940, à Brest, il organise l'évacuation de tous les navires disponibles vers l'Angleterre et l'Afrique du Nord. Il fait saborder les bâtiments en construction ou qui ne peuvent appareiller. 
Fait prisonnier à Brest en juin 1940, il est libéré en juin 1941 puis est versé dans la 2e section. 
Il meurt à Paris le 29 janvier 1954 à l'âge de 76 ans.

## Distinctions
- Grand officier de la Légion d'honneur (12 décembre 1938)
  -  Commandeur de la Légion d'honneur(9 juillet 1930)
  -  Officier de la Légion d'honneur (7 novembre 1920)
  -  Chevalier de la Légion d'honneur (30 décembre 1911)